# 6e arrondissement de Marseille
Pour les articles homonymes, voir 6e arrondissement.
Le 6e arrondissement de Marseille est l'un des seize arrondissements de Marseille. Il fait partie du quatrième secteur de Marseille.
Celui-ci fait partie de l'un des arrondissements les plus aisés de Marseille avec les 8e et 7e dont il est limitrophe au sud et à l'ouest.
Il est bordé à l'est aux environs du boulevard Baille et du parc du 26e-Centenaire par les 5e et 10e arrondissements, au nord par le 1er arrondissement.
Il partage avec le 8e arrondissement les rues Breteuil, Paradis et l'avenue du Prado, lieux de résidence historiques de la bourgeoisie marseillaise.
Il abrite le quartier des antiquaires rue Edmond-Rostand ainsi que les boutiques de luxe de la ville situées dans les rues Paradis, Grignan, et Breteuil.
C'est aussi le quartier des « bourgeois bohèmes » et des artistes dans sa partie nord est aux alentours du cours Julien.

## Quartiers

6e arrondissement de Marseille.

Il est divisé en six quartiers : Castellane, Lodi, Notre-Dame-du-Mont, Palais-de-Justice, Préfecture et Vauban et 19 IRIS.

## Transports en commun
Cet arrondissement est desservi par certaines stations de la ligne 1 du métro de Marseille :
- Estrangin - Préfecture,
- Castellane ;

ainsi que par certaines stations de la ligne 2 :
- Notre-Dame-du-Mont - Cours Julien ;
- Castellane.

## Principaux Monuments
- La basilique Notre-Dame-de-la-Garde.
- La place Castellane.
- La préfecture.

## Démographie
En 2022, l'arrondissement comptait 38 804 habitants.
| 1968   | 1975   | 1982   | 1990   | 1999   | 2006   | 2011   | 2016   | 2021   |
| ------ | ------ | ------ | ------ | ------ | ------ | ------ | ------ | ------ |
| 53 372 | 47 661 | 44 715 | 39 263 | 41 161 | 43 217 | 41 982 | 43 070 | 39 647 |

| 2022   | - | - | - | - | - | - | - | - |
| ------ | - | - | - | - | - | - | - | - |
| 38 804 | - | - | - | - | - | - | - | - |

### Population des quartiers du6earrondissementde Marseille
| quartier           | population 1990 | population 1999 | population 2006 |
| ------------------ | --------------- | --------------- | --------------- |
| Castellane         | 6 085           | 6 570           | 6 973           |
| Lodi               | 7 633           | 8 520           | 8 958           |
| Notre-Dame-du-Mont | 7 240           | 7 046           | 7 421           |
| Palais-de-Justice  | 5 370           | 5 323           | 5 429           |
| Préfecture         | 3 447           | 3 615           | 4 088           |
| Vauban             | 9 467           | 10 087          | 10 347          |
| Arrondissement     | 39 242          | 41 161          | 43 216          |

### Éducation et Formation par quartiers en 2006
| Quartier           | 15 ans et + non scolarisés | total sans diplômes | % sans diplômes | total au moins BAC+3 | % au moins BAC+3 |
| ------------------ | -------------------------- | ------------------- | --------------- | -------------------- | ---------------- |
| Castellane         | 4 924                      | 709                 | 14,39 %         | 1 468                | 29,82 %          |
| Lodi               | 6 687                      | 997                 | 14,91 %         | 1 633                | 24,43 %          |
| Notre-Dame-du-Mont | 5 232                      | 988                 | 18,88 %         | 1 317                | 25,17 %          |
| Palais-de-Justice  | 3 875                      | 468                 | 12,07 %         | 1 338                | 34,52 %          |
| Préfecture         | 2 787                      | 581                 | 20,83 %         | 801                  | 28,73 %          |
| Vauban             | 7 492                      | 989                 | 13,20 %         | 1 775                | 23,69 %          |
| Arrondissement     | 30 997                     | 4 730               | 15,26 %         | 8 332                | 26,88 %          |
| Total Marseille    | 590 908                    | 149 305             | 25,27 %         | 79 435               | 13,44 %          |

### Taux de chômage par quartiers en 2006
| Quartier           | Population active | Nombre de chômeurs | Taux de chômage |
| ------------------ | ----------------- | ------------------ | --------------- |
| Castellane         | 3 583             | 609                | 17,00 %         |
| Lodi               | 4 050             | 616                | 15,21 %         |
| Notre-Dame-du-Mont | 3 801             | 817                | 21,50 %         |
| Palais-de-Justice  | 2 830             | 349                | 12,32 %         |
| Préfecture         | 2 095             | 443                | 21,14 %         |
| Vauban             | 5 231             | 809                | 15,47 %         |
| Arrondissement     | 21 591            | 3 643              | 16,87 %         |
| Total Marseille    | 352 855           | 64 330             | 18,23 %         |

### Les bénéficiaires de la couverture maladie universelle complémentaire (CMU-C) par quartiers
La CMU complémentaire (CMU-C) est une complémentaire santé gratuite qui prend en charge ce qui n'est pas couvert par les régimes d'assurance maladie obligatoire elle est attribuée sous condition de (faibles) ressources.
Bénéficiaires de la CMU-C par IRIS en 2008
| Quartier           | population couverte 2008 | bénéficiaires CMU-C 2008 | % bénéficiaires 2008 |
| ------------------ | ------------------------ | ------------------------ | -------------------- |
| Castellane         | 5 548                    | 726                      | 13,09 %              |
| Lodi               | 7 181                    | 795                      | 11,07 %              |
| Notre-Dame-du-Mont | 6 508                    | 1 301                    | 19,99 %              |
| Palais-de-Justice  | 4 667                    | 464                      | 9,94 %               |
| Préfecture         | 3 526                    | 788                      | 22,35 %              |
| Vauban             | 8 076                    | 756                      | 9,36 %               |
| Arrondissement     | 35 506                   | 4 830                    | 12,60 %              |
| Total Marseille    | 718 664                  | 132 156                  | 18,39 %              |

### Les Familles par quartiers en 2006
Familles monoparentales et familles de 4 enfants au 1er janvier 2006
| Quartier             | familles | dont monoparentales | % familles monoparentales | familles de 4 enfants et + | % familles 4 enfants et + |
| -------------------- | -------- | ------------------- | ------------------------- | -------------------------- | ------------------------- |
| Castellane           | 1 667    | 361                 | 21,64 %                   | 23                         | 1,40 %                    |
| Lodi                 | 2 302    | 433                 | 18,83 %                   | 28                         | 1,22 %                    |
| Notre-Dame-du-Mont   | 1 782    | 470                 | 23,37 %                   | 26                         | 1,48 %                    |
| Palais-de-Justice    | 1 340    | 307                 | 22,88 %                   | 30                         | 2,27 %                    |
| Préfecture           | 901      | 225                 | 24,94 %                   | 11                         | 1,25 %                    |
| Vauban               | 2 643    | 567                 | 21,47 %                   | 23                         | 0,87 %                    |
| Total arrondissement | 10 634   | 2 363               | 22,22 %                   | 142                        | 1,34 %                    |
| Total Marseille      | 213 538  | 46 568              | 21,81 %                   | 8 414                      | 3,94 %                    |

### Logements par quartiers au 8/3/1999
| Quartier           | % locataires | % immeubles collectifs | % 4 pièces et plus |
| ------------------ | ------------ | ---------------------- | ------------------ |
| Castellane         | 58,92 %      | 96,28 %                | 24,31 %            |
| Lodi               | 54,46 %      | 97,57 %                | 22,98 %            |
| Notre-Dame-du-Mont | 63,39 %      | 96,32 %                | 18,24 %            |
| Palais-de-Justice  | 55,43 %      | 91,20 %                | 29,76 %            |
| Préfecture         | 69,11 %      | 89,79 %                | 23,91 %            |
| Vauban             | 46,38 %      | 89,04 %                | 27,52 %            |
| Arrondissement     | 56,34 %      | 93,68 %                | 24,32 %            |
| Total Marseille    | 51,73 %      | 82,86 %                | 38,21 %            |

### Population des quartiers par tranches d'âge au 8/3/1999
| Quartier           | % 0-19 ans | % 20-39 ans | % 40-59 ans | % 60-74 ans | % 75 ans et + |
| ------------------ | ---------- | ----------- | ----------- | ----------- | ------------- |
| Castellane         | 18,42 %    | 33,62 %     | 24,20 %     | 12,13 %     | 11,63 %       |
| Lodi               | 15,45 %    | 31,49 %     | 24,03 %     | 15,70 %     | 13,33 %       |
| Notre-Dame-du-Mont | 18,44 %    | 37,80 %     | 23,29 %     | 11,41 %     | 9,06 %        |
| Palais-de-Justice  | 20,18 %    | 33,83 %     | 25,79 %     | 11,44 %     | 8,75 %        |
| Préfecture         | 20,39 %    | 37,32 %     | 24,23 %     | 10,10 %     | 7,97 %        |
| Vauban             | 19,42 %    | 32,41 %     | 25,11 %     | 12,02 %     | 11,04 %       |
| Arrondissement     | 18,45 %    | 33,95 %     | 24,44 %     | 12,45 %     | 10,70 %       |
| Total Marseille    | 23,16 %    | 28,67 %     | 24,84 %     | 14,18 %     | 9,16 %        |

## Économie

### Revenus de la population et fiscalité
En 2010, le revenu fiscal médian par ménage était de 23 691 €, ce qui plaçait le 6e arrondissement au 8e rang parmi les 16 arrondissements de Marseille.

## Résultats électoraux
| Scrutin             | Scrutin             | 1er tour | 1er tour  | 1er tour | 1er tour | 1er tour  | 1er tour | 1er tour | 1er tour | 1er tour | 1er tour | 1er tour | 1er tour | 2d tour | 2d tour   | 2d tour | 2d tour | 2d tour | 2d tour |
| Scrutin             | Scrutin             | 1er      | 1er       | %        | 2e       | 2e        | %        | 3e       | 3e       | %        | 4e       | 4e       | %        | 1er     | 1er       | %       | 2e      | 2e      | %       |
| ------------------- | ------------------- | -------- | --------- | -------- | -------- | --------- | -------- | -------- | -------- | -------- | -------- | -------- | -------- | ------- | --------- | ------- | ------- | ------- | ------- |
| Présidentielle 2017 | Présidentielle 2017 |          | LR        | 25,15    |          | EM        | 24,90    |          | LFI      | 24,77    |          | FN       | 12,11    |         | EM        | 75,18   |         | FN      | 24,82   |
| Présidentielle 2022 | Présidentielle 2022 |          | LFI       | 32,70    |          | LREM      | 27,03    |          | RN       | 10,78    |          | REC      | 10,74    |         | LREM      | 74,13   |         | RN      | 25,87   |
| Législatives 2022   | 5e                  |          | LFI-Nupes | 35,88    |          | LREM-Ens  | 29,84    |          | RN       | 11,09    |          | REC      | 8,12     |         | LFI       | 65,90   |         | LREM    | 34,10   |
| Législatives 2024   | 5e                  |          | Ren-Ens   | 24,23    |          | LFI diss. | 22,87    |          | RN       | 22,33    |          | LFI-NFP  | 19,64    |         | LFI diss. | 66,46   |         | LREM    | 33,54   |